# Autocesta A2 (Grčka)
Za antičku rimsku cestu sličnog imena pogledajte  Via Egnatia
Aftokinitodromos 2/Αυτοκινητόδρομος 2 (grčki ‚Autocesta 2‘) ili Egnatia Odos/Εγνατία Οδός je grčki dio europskog prometnog pravca E90, ta autocesta ide od luke Igumenica na zapadu, do grčko-turske granice na istoku na rijeci Marici. Njegova ukupna dužina je 670 km, počeo se graditi 1990-ih a dovršen je 2009.

## Zemljopis
Trasa autoceste Egnatia Odos, bila je težak inženjerski izazov, jer prolazi preko grčkog planinskog pojasa, preko gorja Pind i Vermio, ali najkraćim pravcem povezuje grčke regije Epir i Egejsku Makedoniju. Zbog tog je bilo potrebno probiti 76 tunela (ukupne dužine 99 km) i izgraditi 1,650 mostova i vijadukata. To je zaokruženi sustav s visoko razvijenim elektronskim nadzorom svjetla, ispušnih plinova i ventilacije po tunelima i praćenjem i nadzorom prometa duž cijele trase.
Karakteristike autoceste Egnatia Odos;
- povezuje grčke prefekure: Tesprotiju - Janjinu - Grevenu - Kozani - Imatiju - Solun - Kavalu - Ksanti - Rodopi i Evros.
- povezuje devet magistralnih cestovnih pravaca koji se okomito spuštaju do njega sa susjedinih država; Albanije, Makedonije, Bugarske i Turske).
- povezuje gradove: Igumenicu - Janjinu - Mecovo - Grevenu - Kozani - Veriju - Solun - Kavalu - Ksanti - Komotini i Aleksandropoli
- povezuje luke: Igumenicu - Solun - Kavalu i Aleksandropoli
- povezuje zračne luke u gradovima: Janjini - Kastoriji - Kozaniju - Solun - Kavali i Aleksandropoliju
- To je autocesta punog profila s dvije trake u svakom smjeru i zaustavnom trakom.
- Ukupna dužina autoceste je 670 kilometara
  - uz autocestu živi 36% stanovnika Grčke
  - taj dio Grčke ostvaruje 33% ukupnog prihoda Grčke
  - u tom dijelu Grčke se nalazi 54% svih obradivih površina, i 65% svih navodnjavanih površina
  - u tom dijelu Grčke se nalazi 41% svih industrijskih poduzeća
  - u tom dijelu Grčke nalazi se 51% svih rudnika

Dio trase autoceste Egnatia Odos, dužine 360 km od rijeke Marice do Soluna, ide istom trasom kao antička Via Egnatia, koja je povezivala luku Drač u današnjoj Albaniji s Bizantiumom. No stara Via Egnatia nakon te dionice išla je više na sjever, preko Makedonije i bila je duplo dulja 1,120 km.
Ukupni troškovi izgradnje autoceste Egnatia Odos popeli su se na 5,9 milijardi eura, tako da je to ispao najskuplji građevinski projekat ikada rađen u Grčkoj, izgradnju je financijski pomogla i Europska unija, jer je ta autocesta ključni dio buduće europske transverzale E90 i dio europske prometne politike.

## Vanjske poveznice
- Službene stranice autoceste  Arhivirana inačica izvorne stranice od 28. veljače 2009. (Wayback Machine) (engl.)